# Landkreis Mergentheim
Der Landkreis Mergentheim war ein Landkreis in Baden-Württemberg, der im Zuge der baden-württembergischen Kreisreform am 1. Januar 1973 aufgelöst wurde.

## Geografie

### Lage
Der Landkreis Mergentheim lag im Nordosten Baden-Württembergs an der Grenze zu Bayern.
Geografisch hatte er Anteil am Bauland. Den Landkreis durchzog die Tauber mit ihren Nebenflüssen.

### Nachbarkreise
Seine Nachbarkreise waren Anfang 1972 im Uhrzeigersinn beginnend im Norden Ochsenfurt, Uffenheim und Rothenburg ob der Tauber (in Bayern) sowie Crailsheim, Künzelsau und Tauberbischofsheim.

## Geschichte

### Vorgeschichte des Landkreises Mergentheim
Das Gebiet des Landkreises Mergentheim gehörte vor 1800 zu verschiedenen Herrschaften, darunter das Markgraftum Brandenburg-Ansbach, das Fürstentum Hohenlohe, der Deutsche Orden und die Reichsstadt Rothenburg ob der Tauber. 1803 bis 1810 kam das Gebiet an Württemberg, das die Oberämter Mergentheim und Gerabronn bildete, die zur Landvogtei an der Jagst gehörten. Ab 1818 gehörten sie zum Jagstkreis (der 1924 aufgelöst wurde), und 1934 wurden sie zu Kreisen umbenannt. Zum 1. Oktober 1938 erfolgte die Auflösung des Kreises Gerabronn. Dabei wurden einige Gemeinden dem nunmehrigen Landkreis Mergentheim angegliedert.

### Der Landkreis Mergentheim in der Nachkriegszeit
Im Landkreis Mergentheim fanden nach dem Zweiten Weltkrieg bis Ende 1946 insgesamt 10.801 Heimatvertriebene aus den Gebieten jenseits der Oder-Neiße-Linie, Ungarn und dem Sudetenland eine neue Heimat.
Nach der Bildung des Landes Baden-Württemberg 1952 gehörte der Landkreis Mergentheim zum Regierungsbezirk Nordwürttemberg. Durch die Gemeindereform ab 1970 veränderte sich das Kreisgebiet in einem Fall. Am 1. Januar 1972 wurde die Gemeinde Deubach in die Stadt Königshofen (heute Lauda-Königshofen) eingemeindet und kam somit zum Landkreis Tauberbischofsheim.

### Auflösung des Landkreises
Mit Wirkung vom 1. Januar 1973 wurde der Landkreis Mergentheim im Rahmen der baden-württembergischen Kreisreform aufgelöst. Seine Gemeinden wurden dem neu gebildeten Tauberkreis zugeordnet, der damit Rechtsnachfolger der Landkreise Mergentheim und Tauberbischofsheim wurde. Am 1. Januar 1974 erhielt der neue Landkreis seinen heutigen Namen Main-Tauber-Kreis.

### Einwohnerentwicklung
Alle Einwohnerzahlen sind Volkszählungsergebnisse.
| Jahr               | Einwohner |
| ------------------ | --------- |
| 17. Mai 1939       | 31.165    |
| 13. September 1950 | 41.819    |

| Jahr         | Einwohner |
| ------------ | --------- |
| 6. Juni 1961 | 40.349    |
| 27. Mai 1970 | 42.888    |

## Politik

### Landrat
Die Landräte des Landkreises Mergentheim von 1934 bis 1972:
- 1934–1945: Fritz Wanner
- 1945: Eugen Kleih (kommissarisch)
- 1945–1946: Josef Brönner (CDU)
- 1947–1952: Eugen Kleih
- 1952–1958: Walter Cantner
- 1958–1972: Kurt Nagel

Die Oberamtmänner des ehemaligen Oberamts sind unter Oberamt Mergentheim dargestellt.

### Wappen
Das Wappen des Landkreises Mergentheim zeigte in Silber ein durchgehendes schwarzes Kreuz, in der Mitte belegt mit einem silbernen Schild, darin übereinander zwei herschauende, rot gezungte, schwarze Löwen. Das Wappen wurde dem Landkreis Mergentheim am 20. Juni 1955 vom Innenministerium Baden-Württemberg verliehen.
Das Kreuz steht für den Deutschen Orden, die Löwen entstammen dem Wappen der Herren von Hohenlohe. Die Farben Schwarz und Weiß deuteten auch auf das Markgraftum Brandenburg-Ansbach hin.

## Wirtschaft und Infrastruktur

### Verkehr
Durch das Kreisgebiet führte keine Bundesautobahn (die A 81 gab es damals in diesem Abschnitt noch nicht). Daher wurde er nur durch die Bundesstraßen 19 und 290 sowie mehrere Landes- und Kreisstraßen erschlossen.

## Gemeinden
Zum Landkreis Mergentheim gehörten ab 1938 zunächst 51 Gemeinden, davon 4 Städte.
Am 7. März 1968 stellte der Landtag von Baden-Württemberg die Weichen für eine Gemeindereform. Mit dem Gesetz zur Stärkung der Verwaltungskraft kleinerer Gemeinden war es möglich, dass sich kleinere Gemeinden freiwillig zu größeren Gemeinden vereinigen konnten. Den Anfang im Landkreis Mergentheim machten am 1. Januar 1972 gleich mehrere Gemeinden, die sich mit ihren größeren Nachbargemeinden vereinigten, darunter Althausen, Apfelbach, Löffelstelzen, Markelsheim und Neunkirchen mit der Stadt Bad Mergentheim. In der Folgezeit reduzierte sich die Zahl der Gemeinden stetig, bis der Landkreis Mergentheim schließlich am 1. Januar 1973 im Main-Tauber-Kreis (zunächst noch mit der Bezeichnung Tauberkreis) aufging.
Größte Gemeinde des Landkreises war die Kreisstadt Bad Mergentheim, kleinste Gemeinde war Simmringen.
In der Tabelle stehen die Gemeinden des Landkreises Mergentheim vor der Gemeindereform. Heute gehören sie alle zum Main-Tauber-Kreis. Die Einwohnerangaben beziehen sich auf die Volkszählungsergebnisse in den Jahren 1961 und 1970.
| frühere Gemeinde       | heutige Gemeinde  | Einwohner am 6. Juni 1961 | Einwohner am 27. Mai 1970 |
| ---------------------- | ----------------- | ------------------------- | ------------------------- |
| Adolzhausen            | Niederstetten     | 286                       | 254                       |
| Althausen              | Bad Mergentheim   | 552                       | 514                       |
| Apfelbach              | Bad Mergentheim   | 376                       | 344                       |
| Archshofen             | Creglingen        | 443                       | 428                       |
| Bad Mergentheim, Stadt | Bad Mergentheim   | 11.608                    | 12.616                    |
| Bernsfelden            | Igersheim         | 303                       | 298                       |
| Blumweiler             | Creglingen        | 464                       | 429                       |
| Craintal               | Creglingen        | 148                       | 131                       |
| Creglingen, Stadt      | Creglingen        | 1.801                     | 1.815                     |
| Deubach                | Lauda-Königshofen | 185                       | 178                       |
| Edelfingen             | Bad Mergentheim   | 1.122                     | 1.230                     |
| Elpersheim             | Weikersheim       | 819                       | 836                       |
| Finsterlohr            | Creglingen        | 376                       | 367                       |
| Frauental              | Creglingen        | 225                       | 230                       |
| Freudenbach            | Creglingen        | 468                       | 457                       |
| Haagen                 | Weikersheim       | 103                       | 95                        |
| Hachtel                | Bad Mergentheim   | 320                       | 307                       |
| Harthausen             | Igersheim         | 480                       | 496                       |
| Herbsthausen           | Bad Mergentheim   | 219                       | 208                       |
| Herrenzimmern          | Niederstetten     | 191                       | 165                       |
| Honsbronn              | Weikersheim       | 203                       | 173                       |
| Igersheim              | Igersheim         | 1.986                     | 2.752                     |
| Laudenbach             | Weikersheim       | 1.249                     | 1.195                     |
| Löffelstelzen          | Bad Mergentheim   | 560                       | 658                       |
| Markelsheim            | Bad Mergentheim   | 1.493                     | 1.601                     |
| Münster                | Creglingen        | 366                       | 337                       |
| Nassau                 | Weikersheim       | 448                       | 400                       |
| Neubronn               | Weikersheim       | 352                       | 352                       |
| Neunkirchen            | Bad Mergentheim   | 520                       | 474                       |
| Neuses                 | Igersheim         | 258                       | 226                       |
| Niederrimbach          | Creglingen        | 261                       | 248                       |
| Niederstetten, Stadt   | Niederstetten     | 1.975                     | 2.506                     |
| Oberrimbach            | Creglingen        | 311                       | 310                       |
| Oberstetten            | Niederstetten     | 493                       | 502                       |
| Pfitzingen             | Niederstetten     | 210                       | 177                       |
| Queckbronn             | Weikersheim       | 151                       | 143                       |
| Reinsbronn             | Creglingen        | 520                       | 491                       |
| Rengershausen          | Bad Mergentheim   | 404                       | 430                       |
| Rinderfeld             | Niederstetten     | 383                       | 341                       |
| Rot                    | Bad Mergentheim   | 358                       | 341                       |
| Rüsselhausen           | Niederstetten     | 174                       | 147                       |
| Schäftersheim          | Weikersheim       | 659                       | 685                       |
| Schmerbach             | Creglingen        | 227                       | 208                       |
| Simmringen             | Igersheim         | 108                       | 86                        |
| Stuppach               | Bad Mergentheim   | 561                       | 603                       |
| Vorbachzimmern         | Niederstetten     | 500                       | 471                       |
| Wachbach               | Bad Mergentheim   | 936                       | 1.084                     |
| Waldmannshofen         | Creglingen        | 450                       | 412                       |
| Weikersheim, Stadt     | Weikersheim       | 2.969                     | 3.430                     |
| Wermutshausen          | Niederstetten     | 295                       | 257                       |
| Wildentierbach         | Niederstetten     | 480                       | 450                       |

## Kfz-Kennzeichen
Am 1. Juli 1956 wurde dem Landkreis bei der Einführung der bis heute gültigen Kfz-Kennzeichen das Unterscheidungszeichen MGH zugewiesen. Seit dem 7. Januar 2014 ist es im Main-Tauber-Kreis erhältlich (Kennzeichenliberalisierung).